# Blacktown Baseball Stadium
Das Blacktown Baseball Stadium ist ein Baseballstadion in der australischen Stadt Sydney.

## Geschichte
Nachdem Sydney den Zuschlag für die Olympischen Sommerspiele 2000 erhalten hatte, wurde neben dem Sydney Showground Stadium ein weiteres Baseballstadion benötigt. Das Organisationskomitee beschloss schließlich den Bau des Blacktown International Sportsparks, wo neben dem Baseballstadion auch das Blacktown Softball Stadium für das olympische Softballturnier entstand. Das Baseballstadion wurde mit einer Tribüne mit 500 Sitzplätzen ausgestattet und verfügt über zwei weitere Spielfelder. Zwischen 2002 und 2006 fand hier das Claxton Shield statt. Seit 2010 ist es die Heimspielstätte der Sydney Blue Sox.